# Левша (фильм, 2015)
«Левша» (англ. Southpaw) — драматический фильм 2015 года американского режиссёра Антуана Фукуа по сценарию Курта Саттера. В главных ролях — Джейк Джилленхол и Форест Уитакер.
Фильм был отмечен одним из последних фильмов Джеймса Хорнера и первым из трёх посмертных выпусков с его музыкой (два других — «33» и «Великолепная семерка»). Фильм и саундтрек фильма посвящены его памяти.

## Сюжет
Билли «Великий» Хоуп (Джейк Джилленхол) является чемпионом мира по боксу в полутяжелом весе. Для человека, находящегося на вершине спортивной славы, у него есть всё — впечатляющая карьера, расточительный образ жизни, красивая и любящая жена Морин (Рэйчел Макадамс), очаровательная дочь Лейла (Уна Лоуренс). Морин просит Билли уйти из спорта, призывая больше времени проводить с дочерью. Он объявляет о своём уходе во время вечеринки, однако жена случайно погибает во время ссоры с другим боксёром (его имя Мигель Эскобар), и мир Хоупа рушится. От него уходит его менеджер и друг Джордан Майнс (Кёртис «50 Cent» Джексон). После этого, из-за разрушительного поведения Хоупа, служба по защите детей забирает Лейлу. Последней надеждой для него на воссоединение с дочерью и нормальной жизнью остаётся возвращение в мир бокса с помощью Тита «Тика» Уиллса (Форест Уитакер), бывшего боксёра, работающего тренером в местном тренажёрном зале. Билли Хоуп готовится к тяжелейшему бою в своей жизни, целью которого является возвращение доверия тех, кого он любит.

## В ролях
| Актёр                    | Роль                    |
| ------------------------ | ----------------------- |
| Джейк Джилленхол         | Билли Хоуп              |
| Рэйчел Макадамс          | Морин Хоуп              |
| Наоми Харрис             | Анджела Ривера          |
| Форест Уитакер           | Тит «Тик» Уиллс         |
| Виктор Ортис             | Рамон                   |
| Кёртис «50 Cent» Джексон | Джордан Мэйнс           |
| Мигель Гомес             | Мигель «Мэджик» Эскобар |
| Уна Лоуренс              | Лейла Хоуп              |
| Бо Напп                  | Джон Джон               |
| Рита Ора                 | Мария Эскобар           |
| Клер Фоли                | Элис                    |

## Производство

### Подготовка
13 декабря 2010 года в компании «DreamWorks» объявили о начале производства спортивного фильма с Эминемом в главной роли. Сценарист картины Курт Саттер, известный работой над сериалом «Сыны анархии», рассказал, что в течение семи лет встречался с коллегами Эминема, вследствие чего проект был вдохновлён его борьбой в собственной жизни в качестве продолжения фильма «Восьмая миля», но в виде метафорического повествования о второй главе судьбы длиной в пять лет — «левша, интересующийся боксом, белый рэпер хип-хопа, опасный, нежелательный и полностью неортодоксальный». 6 июня 2011 года после переговоров было объявлено, что режиссёром станет Антуан Фукуа. 11 августа 2011 года в «DreamWorks» отказались от работы над фильмом. В то же время появилась информация о том, что бюджет картины составляет около 30 миллионов долларов США. 20 октября за производство взялась компания «Metro-Goldwyn-Mayer», а за прокат — «Columbia Pictures». 10 мая 2012 года поступило сообщение о том, что Эминем приостановил работу над картиной для того, чтобы сосредоточиться на музыке. 6 марта 2014 года Антуан Фукуа подписал контракт на съёмки фильма с Джейком Джилленхолом, заменившим Эминема в главной роли, и компанией «The Weinstein Company» в качестве прокатчика. 14 мая 2014 года к актёрской команде присоединились Форест Уитакер, Лупита Нионго и Рэйчел Макадамс, 6 июня 2014 года роль в фильме получил Мигель Гомес, 17 июня — Виктор Ортис, а 19 июня — Уна Лоуренс, 26 июня к актёрской команде присоединился рэпер Кёртис «50 Cent» Джексон, 7 августа роль получил Бо Напп, а 8 августа Наоми Харрис заменила Лупиту Нионго.
Специально для роли Джейк Джилленхол начал усиленно тренироваться, занимаясь каждый день в тренажёрном зале и участвуя в спаррингах на боксёрском ринге. До этого, для предыдущего фильма «Стрингер» он похудел на 30 фунтов от веса в 180 фунтов и выглядел измождённым. К началу съёмок за шесть месяцев Джилленхол быстро набрал потерянный вес, а также дополнительные 15 фунтов чистой мышечной массы, достаточной для профессионального боксера, в связи с чем его начали сравнивать с Рокки Бальбоа — персонажем Сильвестра Сталлоне. По словам Антуана Фукуа, из-за усиленных тренировок Джилленхол фактически расстался с Алиссой Миллер.

### Съёмки
29 мая 2014 года был объявлен набор статистов в несколько заходов. 2 июня фильм получил налоговый кредит от штата Пенсильвания в размере 5,8 миллионов долларов, в результате чего государственные дотации производителям картины достигли 23 миллионов. Основные съемки начались 16 июня, и прошли в Питтсбурге и Индиане (штат Пенсильвания), а также во множестве мест штата Нью-Йорк. Местные художники с помощью нарисованных на картонах фасадов магазинов и граффити превращали дороги в районах Питтсбурга — Каррик и Брентвуд — в улицы нью-йоркского Бронкса.
21 сентября 2014 года рэпер Тайриз Гибсон выложил в соцсети фотографии с Джилленхолом на съёмочной площадке, подтвердив своё участие в картине. 6 ноября продюсер Харви Вайнштейн подтвердил участие в фильме британской певицы Риты Оры. 27 января 2015 года своё участие в съёмках подтвердила Клер Фоли.
27 марта 2015 года вышел первый официальный трейлер фильма, а 19 апреля — первый постер. 5 июня вышел второй постер, а 15 июня — второй трейлер.

## Саундтрек
Официальный саундтрек к фильму вышел 24 июля — в день выхода фильма в прокат. Работа над ним стала последней в карьере композитора Джеймса Хорнера, автора музыки к фильмам «Храброе сердце», «Титаник» и «Аватар», погибшего в авиакатастрофе 22 июня в Калифорнии. Исполнительным продюсером саундтрека был рэпер Эминем, написавший для него два сингла — «Phenomenal» и «Kings Never Die»

## Показы и прокат
Мировая премьера фильма состоялась 15 июня 2015 года в рамках конкурсной программы на 18-м Шанхайском кинофестивале (Китай). Первоначально датой начала проката в США было выбрано 31 июля, однако позже она была перенесена на 24 июля, как и в Великобритании. 30 июля фильм вышел в прокат в России.

## Критика
Фильм получил смешанные отзывы, в которых позитивно отмечалась игра Джилленхола, а сама картина рассматривалась как не выходящая за пределы жанра. На сайте «Metacritic» ему досталось 57 баллов из 100 на основе рецензий 17 критиков.
Дебора Янг из «The Hollywood Reporter» отметила, что «Левша» придерживается проверенных правил жанра, но нервный актёрский состав — во главе с внушительным исполнителем главной роли Джейком Джилленхолом — держит историю в фокусе", которой по силам привлечь мужскую аудиторию с высоким уровнем тестостерона, однако он кажется чересчур мачо-ориентированным, чтобы на него повалили толпы, как на «Малышку на миллион»". Тим Гриерсон из «Screen International» добавил, что «в который раз играя в кино боксёра, ищущего возмездия после выстрела (а также шанса на чемпионский пояс), Джейк Джилленхол вносит привлекательность и преданность этой грубой роли, но, несмотря на сильный состав исполнителей, режиссёр Антуан Фукуа не может выйти из жёсткой, мелодраматической вялости. Много внимания, великодушия и умения были брошены на жутко знакомый материал». Джастин Чанг из «Variety» тоже сказал, что фильм является «шаблонной мелодрамой о боксёре-чемпионе, вынужденном пройти сквозь беспощадный тигель физического, эмоционального и духовного страдания», и «не отрицая энергичности Джилленхола», «в этой тяжеловесной притче о возмездии, режиссёр Антуан Фукуа ещё раз демонстрирует своё увлечение символами мужской агрессии и крайнего насилия, но не более того». Стив Понд из «TheWrap» подтвердил, что фильм «не избежал некоторых из клише боксёрского кино, узнаваемых (а иногда и любимых) на протяжении многих лет: боксер, возвращающийся на родные улицы; чемпион, говорящий всякую дрянь; седой тренер, дающий своему пацану ещё один шанс в будущее».